# Acaenica
Acaenica là một chi bướm đêm thuộc họ Noctuidae.